# Tattooed Millionaire
Albums de Bruce Dickinson
Balls to Picasso
(1994)
Tattooed Millionaire est le premier album solo de Bruce Dickinson, sorti en 1990.

## Liste des morceaux
Toutes les pistes par Bruce Dickinson et Janick Gers, sauf indication.
1. Son of a Gun – 5:55
2. Tattooed Millionaire – 4:28
3. Born In '58 – 3:40
4. Hell on Wheels – 3:39
5. Gypsy Road – 4:02
6. Dive! Dive! Dive! – 4:41
7. All the Young Dudes (reprise de David Bowie) (David Bowie) – 3:50
8. Lickin' the Gun – 3:17
9. Zulu Lulu – 3:28
10. No Lies – 6:17

### Pistes bonus de l'édition Sony Legacy de 2002
1. Spirit of Joy (reprise de Kingdom Come) (Arthur Brown, Michael Harris) - 5:11
2. Darkness Be My Friend  (Bruce Dickinson) - 3:20
3. Sin City (reprise d'AC/DC) (Angus Young, Malcolm Young, Bon Scott) -  4:35
4. Winds of Change - 6:52
5. Riding With the Angels (reprise de Russ Ballard ) (Russ Ballard) - 4:19

### CD 2 de l'édition étendu de 2005
1. Bring Your Daughter... to the Slaughter (Original Soundtrack Version) (Bruce Dickinson)
2. Ballad of Mutt
3. Winds of Change - 6:52
4. Darkness Be My Friend (Bruce Dickinson) - 3:20
5. Sin City (reprise d'AC/DC) (Bon Scott, Angus Young, Malcolm Young) -  4:35
6. Dive! Dive! Dive! (live)
7. Riding With the Angels (live) (reprise de Russ Ballard) (Russ Ballard)
8. Sin City (live) (reprise d'AC/DC) (Bon Scott, Angus Young, Malcolm Young)
9. Black Night (live) (reprise de Deep Purple) (Ritchie Blackmore, Ian Gillan, Roger Glover, Jon Lord, Ian Paice)
10. Son of a Gun (live)
11. Tattooed Millionaire (live)

## Composition du groupe
- Bruce Dickinson - chant
- Janick Gers - guitare
- Andy Carr - basse
- Fabio Del Rio - batterie